# Dieunomia bolliana
Dieunomia bolliana är en biart som först beskrevs av Cockerell 1910.  Dieunomia bolliana ingår i släktet Dieunomia och familjen vägbin.

## Underarter
Arten delas in i följande underarter:
- D. b. bolliana
- D. b. helenii